# Merionoeda clunis
Merionoeda clunis là một loài bọ cánh cứng trong họ Cerambycidae.